# Just a Little More Love
Just a Little More Love je debutové album francouzského DJ Davida Guetty, vydané 10. června 2002 vydavatelstvím Virgin Records.
Titulní píseň alba „Just a Little More Love“ byla nahrána spolu se zpěvákem Chrisem Willisem za 30 minut. Později byla zremixována Wally Lopezem a objevila se na kompilaci MoS: Clubbers Guide 2004 a v soundtracku k filmu The Football Factory. Love Don't Let Me Go byla v roce 2006 zremixována britskou skupinou The Egg.
V písni „Distortion“ (česky Zkreslení) zpívá Willis o zkreslení ve svém levém uchu a proto je zpěv zaznamenám pouze v pravé stopě skladby.

## Seznam skladeb
1. „Just a Little More Love“ Elektro edit - 3:20
2. „Love Don't Let Me Go“ Original edit (Chris Willis) - 3:36
3. „Give Me Something“ Vocal edit (Barbara Tucker) - 5:44
4. „You“ Remix edit (Chris Willis) - 3:23
5. „Can't U Feel the Change“ (Chris Willis) - 4:53
6. „It's Allright (Preaching Paris)“ (Barbara Tucker) - 3:49
7. „People Come, People Go“ (Chris Willis) - 3:19
8. „Sexy 17“ (Juan Rozof) - 3:27
9. „Atomic Food“ (Chris Willis) - 3:09
10. „133“ - 3:41
11. „Distortion“ (Chris Willis) - 3:11
12. „You Are the Music“ (Chris Willis) - 5:58
13. „Lately“ - 1:40